# NMS Marsuinul
NMS Marsuinul – rumuński okręt podwodny  ulepszonego typu Vetehinen z okresu II wojny światowej. Okręt zaprojektowany przez niemieckie przedsiębiorstwo Ingenieurskantoor voor Scheepsbouw, zbudowany w rumuńskiej stoczni w Gałaczu. Po rocznym okresie prób i testów odbył jeden patrol bojowy, wzdłuż wybrzeża tureckiego.
Po zamachu stanu, obaleniu rządu Iona Antonescu przejęty przez  marynarkę ZSRR i wcielony do służby jako TS-2, następnie N-40 i S-40. Wycofany ze służby w 1950 roku.

## Budowa
W okresie międzywojennym Królewska Rumuńska Marynarka posiadała tylko jeden okręt podwodny „Delfinul”, zamówiony we Włoszech w 1927 roku i odebrany dopiero po dziewięciu latach, a z budowy drugiej jednostki tego typu zrezygnowano z uwagi na wady projektu. Dopiero w ramach programu rozbudowy floty rumuńskiej z 1937 roku zdecydowano o budowie trzech kolejnych okrętów podwodnych, tym razem we własnej stoczni w Gałaczu, według projektu zagranicznego. Ostatecznie w 1938 roku przystąpiono do budowy dwóch okrętów zbliżonych typów, zaprojektowanych przez niemiecko-holenderskie przedsiębiorstwo Ingenieurskantoor voor Scheepsbouw. „Marsuinul” miał być podwodnym stawiaczem min, a „Rechinul” klasycznym okrętem torpedowym.
Stępkę pod budowę „Marsuinul” (pol. morświn) położono w 1938 roku. Okręt budowano ze wsparciem technicznym niemieckiej stoczni AG Weser. Budowa przeciągała się i okręt wodowano 22 maja 1941 roku, tuż przed przystąpieniem Rumunii do wojny przeciw ZSRR, a wyposażono go i oddano do służby dopiero w lipcu 1943 roku. 

## Opis
Okręt miał wyporność w położeniu nawodnym 636 ton i podwodnym 860 ton. Długość wynosiła 68,7 m, szerokość 6,45 m, a zanurzenie w położeniu nawodnym 3,6 m.
Zasadnicze uzbrojenie stanowiło sześć wyrzutni torpedowych kalibru 533 mm, w tym cztery dziobowe i dwie rufowe, z zapasem 10 torped. Według projektu, mógł stawiać 20 min, przenoszonych dziesięciu pionowych komorach, po pięć na burtę, w zbiornikach balastowych. Według części źródeł, ostatecznie jednak zdecydowano używać okręt tylko jako torpedowy i komory minowe przekształcono w zbiorniki paliwa, zwiększające zasięg. Uzbrojenie uzupełniało niemieckie działo uniwersalne kalibru 88 mm o długości lufy L/45 (45 kalibrów) i działko przeciwlotnicze kalibru 20 mm. 
Napęd w położeniu nawodnym stanowiły dwa silniki Diesla o mocy łącznej 1840 KM, a pod wodą dwa silniki elektryczne o mocy łącznej 860 KM. Pozwalały one na osiąganie prędkości 16,6 węzła na powierzchni i 8 węzłów w zanurzeniu. Zasięg na powierzchni wynosił 8040 mil morskich przy prędkości 10 w, a pod wodą 86 Mm przy prędkości 4 w.
Załoga okrętu liczyła 45 osób.

## Służba

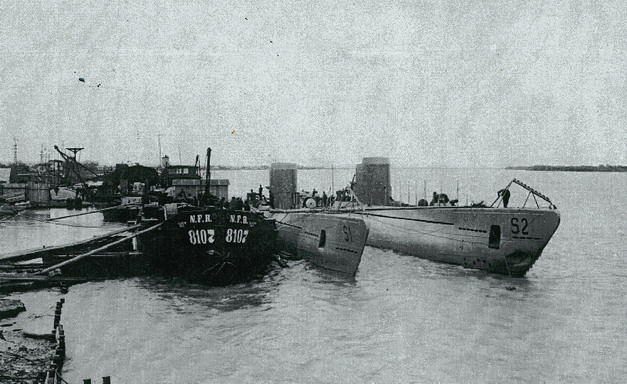
„Marsuinul” (po prawej) i „Rechinul”

Okręt wcielono do służby w lipcu 1943 roku, z numerem taktycznym S 2. Podczas II wojny światowej odbył tylko jeden patrol bojowy między 10 a 27 maja 1944 roku w rejonie Batumi i wybrzeża tureckiego, bez sukcesów. W jego trakcie był nieskutecznie  omyłkowo atakowany przez niemiecki wodnosamolot i chorwackie kutry patrolowe KFK, a w późniejszych dniach przez radzieckie patrolowce. Nie stawiał min. 29 sierpnia 1944 roku został zdobyty przez wojska radzieckie w Konstancy, razem z „Rechinul”.
5 września 1944 roku podniesiono na okręcie banderę marynarki ZSRR, a 14 września 1944 roku został formalnie wcielony do radzieckiej Floty Czarnomorskiej. 20 października 1944 roku nadano mu oznaczenie TS-2 (ros. ТС-2). 20 lutego 1945 roku okręt zatonął w Poti na skutek wybuchu torped. Został jednak już 28 lutego podniesiony, po czym wyremontowany i przywrócony do służby. 4 sierpnia 1947 roku zmieniono mu oznaczenie na N-40 (ros. Н-40). 12 stycznia 1949 roku został zaklasyfikowany jako średni okręt podwodny. 16 czerwca tego roku ponownie zmieniono mu oznaczenie na S-40 (ros. С-40). Już 28 listopada 1950 roku okręt został jednak rozbrojony i skreślony z listy floty, po czym 8 grudnia tego roku oddany do złomowania. 